# Valerie Adams
Valerie Kasanita Adams (tudi Valerie Vili), novozelandska atletinja, * 4. oktober 1984, Rotorua, Nova Zelandija.
Nastopila je na poletnih olimpijskih igrah v letih 2004, 2008, 2012 in 2016, v letih 2008 in 2012 je osvojila dva zaporedna naslova olimpijske prvakinje v suvanju krogle, leta 2016 pa srebrno medaljo. Na svetovnih prvenstvih je osvojila štiri zaporedne naslove prvakinje in srebrno medaljo, na svetovnih dvoranskih prvenstvih pa tri naslove prvakinje ter srebrno in bronasto medaljo. 